# Tar-Minastir
Tar-Minastir, que significa «Torre de la guardia» en quenya, es un personaje ficticio que pertenece al legendarium del escritor británico J. R. R. Tolkien. Es un Dúnadan, primogénito de Isilmo, nacido en el año 1474 de la Segunda Edad del Sol en la isla de Númenor. 
Su tía, la reina Tar-Telperiën, se negó a casarse y al morir sin descendencia en 1731 S. E., el cetro pasó a Tar-Minastir, que se convirtió en el decimoprimer rey de Númenor. Se puso este nombre porque construyó una alta torre sobre la colina de Oromet, cerca del puerto de Andúnië, y allí pasaba mucho tiempo contemplando el oeste.
Durante esta época, Sauron había engañado a los elfos de Eregion y había forjado el Anillo Único para controlar a los demás Anillos de Poder. Dispuesto a hacerse con el control de la Tierra Media, Sauron continuó su ataque por la tierra de Eriador y el elfo Gil-galad tuvo que pedir la ayuda de Númenor. En respuesta, Tar-Minastir envió una gran flota a Lindon para que le ayudara y finalmente derrotaron y expulsaron a Sauron de Eriador.
De acuerdo a los Apéndices, este amaba a los Eldar pero también les envidiaba en lo que a la inmortalidad se refería. Ese fue el primer signo de la sombra en Númenor, pero solo se mostró abiertamente en su hijo.
El hijo de Minastir nació en 1634 S. E. y le dio el nombre de Ciryatan. No obstante, este tenía un carácter distinto al de su padre y se dice que le obligó a ceder el cetro antes de tiempo, aunque Tar-Minastir muriera tan solo tres años después, en 1873 S. E.